# Язык Дика
Языком Дика (англ. Dyck language) над 2n буквами называется контекстно-свободный язык, который состоит из сбалансированных наборов скобок n разных видов. Формально это язык над алфавитом
{a1,b1,a2,b2,…an,bn},
порождаемый грамматикой S → ε, S → a1Sb1S, . . . , S → anSbnS.
При любом положительном целом n грамматика является однозначной. Словами этого языка являются последовательности правильно вложенных скобок n типов.
Язык назван в честь немецкого алгебраиста Вальтера фон Дика.

## Ограниченный язык Дика
Ограниченный язык Дика над алфавитом B=U{\displaystyle \cup }U` есть множество тех слов (цепочек) в алфавите B, которые переводятся в ε последовательным вычеркиванием пар аа`,bb`,… Но не пар a`a, b`b.
Пример порождения языка Дика
может быть представлен следующей грамматикой:
S→SS
S→aSa`,bSb`,…
S→aa`,bb`,…
Вывод для цепочки abbaa`b`cc`bb`b`a`

Простые цепочки по Дику

так же возможны и другие выводы данной цепочки

## Простые цепочки по Дику
(Д-простые цепочки)
Цепочка d{\displaystyle \in }D* называется Простой цепочкой по Дику если никакое непустое начало цепочки d отличное от самой d, не принадлежит D*. Заменяя слово «начало» на слово «конец», получаем эквивалентное определение.
g=xf1…fm{\displaystyle {\overline {x}}},
где fi{\displaystyle \in }Dxi, xi{\displaystyle \neq }{\displaystyle {\overline {x}}}, i=1,…,m.
Пример
Д-простая цепочка: a`baa`bb`b`a
Рассмотрим данную цепочку с первого элемента цепочки — a`. Парой для него будет последний элемент цепочки — a. Критерием для пары является отсутствие идентичности элементов между собой. Эти элементы являются спаренными и обозначается: a{\displaystyle \neq }{\displaystyle {\overline {a}}}`
Dx это множество всех Д-простых цепочек, которые начинаются элементом x и оканчиваются элементом {\displaystyle {\overline {x}}}.

## Построение однозначной КС-грамматики, порождающей язык Дика
Заданный алфавит
{a, a`,b, b`}
Нетерминальные символы
{Da, Da`, Db, Db`, A} {\displaystyle \in } некоторому языку, который состоит из конкатенаций любых цепочек {\displaystyle \in } Da{\displaystyle \cup }Da`{\displaystyle \cup }Db{\displaystyle \cup } Db`
E — пустая цепочка.
Da содержит, помимо цепочки aa`, все цепочки, имеющие вид
af1…fma`
где fi{\displaystyle \in }Dxi, xi{\displaystyle \neq }{\displaystyle {\overline {a}}}
(1)
Da,=aAa`=aa`
(2)
A=(Da`+Db+ Db`)(A+E)
Языку Дика D соответствует уравнение:
(3) D*=(Da+Da`+Db+ Db`)
Уравнения типов (1) и (2) вместе с уравнением (3) задают некоторую однозначную грамматику.
Примечание:
Эта грамматика однозначна, так как она порождает слева направо Д-простые сомножители цепочки {\displaystyle \in } D*.

## Однозначная грамматика, порождающая ограниченный язык Дика
Для построения данной грамматики мы исключаем множества Da`, Db` и т. д.
Цепочки начинающиеся штрихованными элементами, не рассматриваются.
Da=aUa`+aa`
Db=bUb`+bb`
U=(Da+Db)(U+E)
D*r=(Da+Db)D*r+E